# Gáborfi Antal
Gáborfi Antal (született: Gremsperger) (Budapest, 1904. – ?) magyar bajnok úszó, olimpikon.
Részt vett az 1928. évi nyári olimpiai játékokon Amszterdamban. Úszásban a 100 méteres gyorsúszsában indult és az első körben 1. lett, majd az elődöntőben 4. és nem jutott be a döntőbe.
Az 1923-as magyar úszóbajnokságon kétszeres bajnok lett.